# Angelonia salicariifolia
Angelonia salicariifolia là một loài thực vật có hoa trong họ Mã đề. Loài này được Bonpl. mô tả khoa học đầu tiên năm 1812.

## Hình ảnh

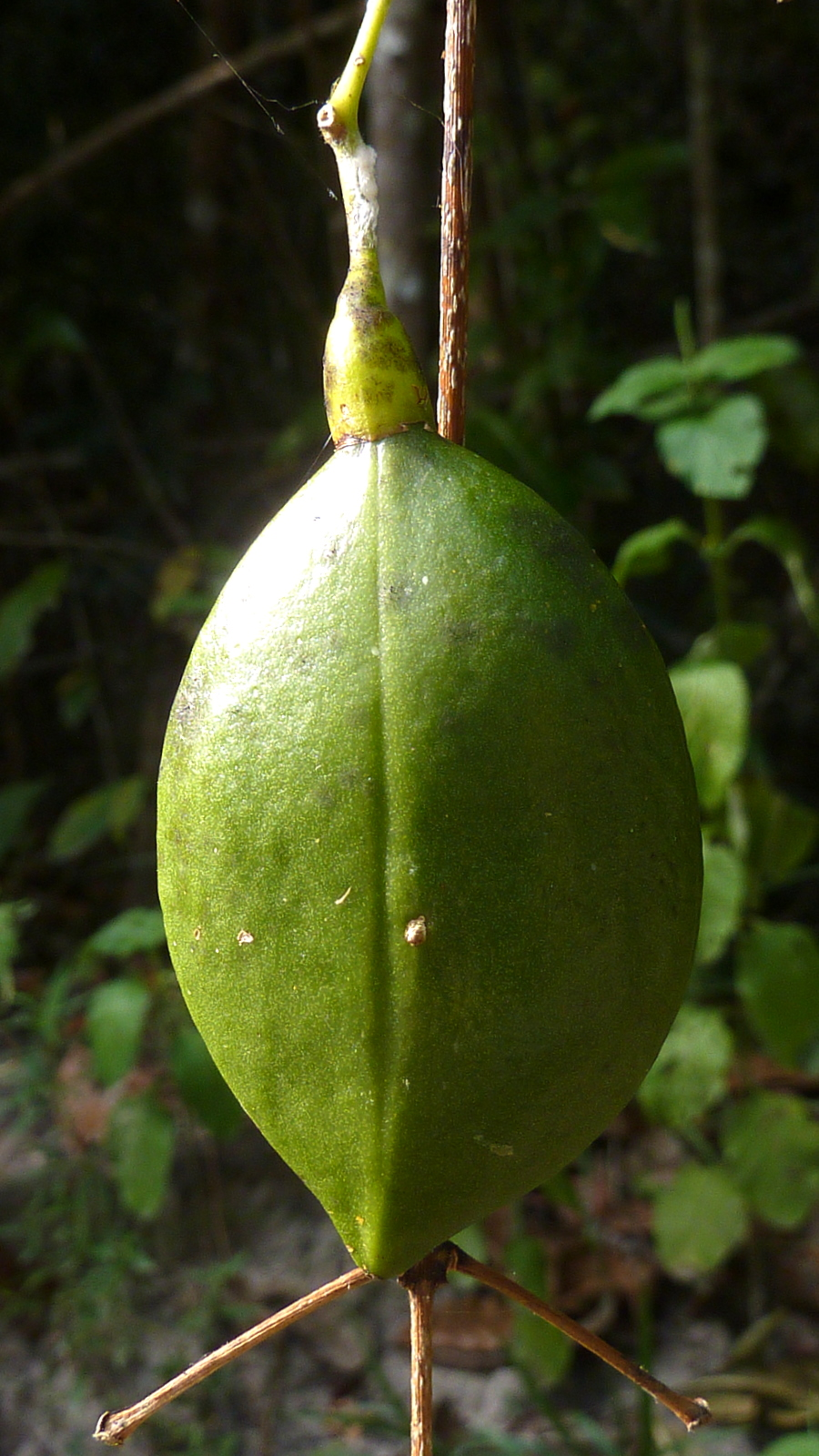
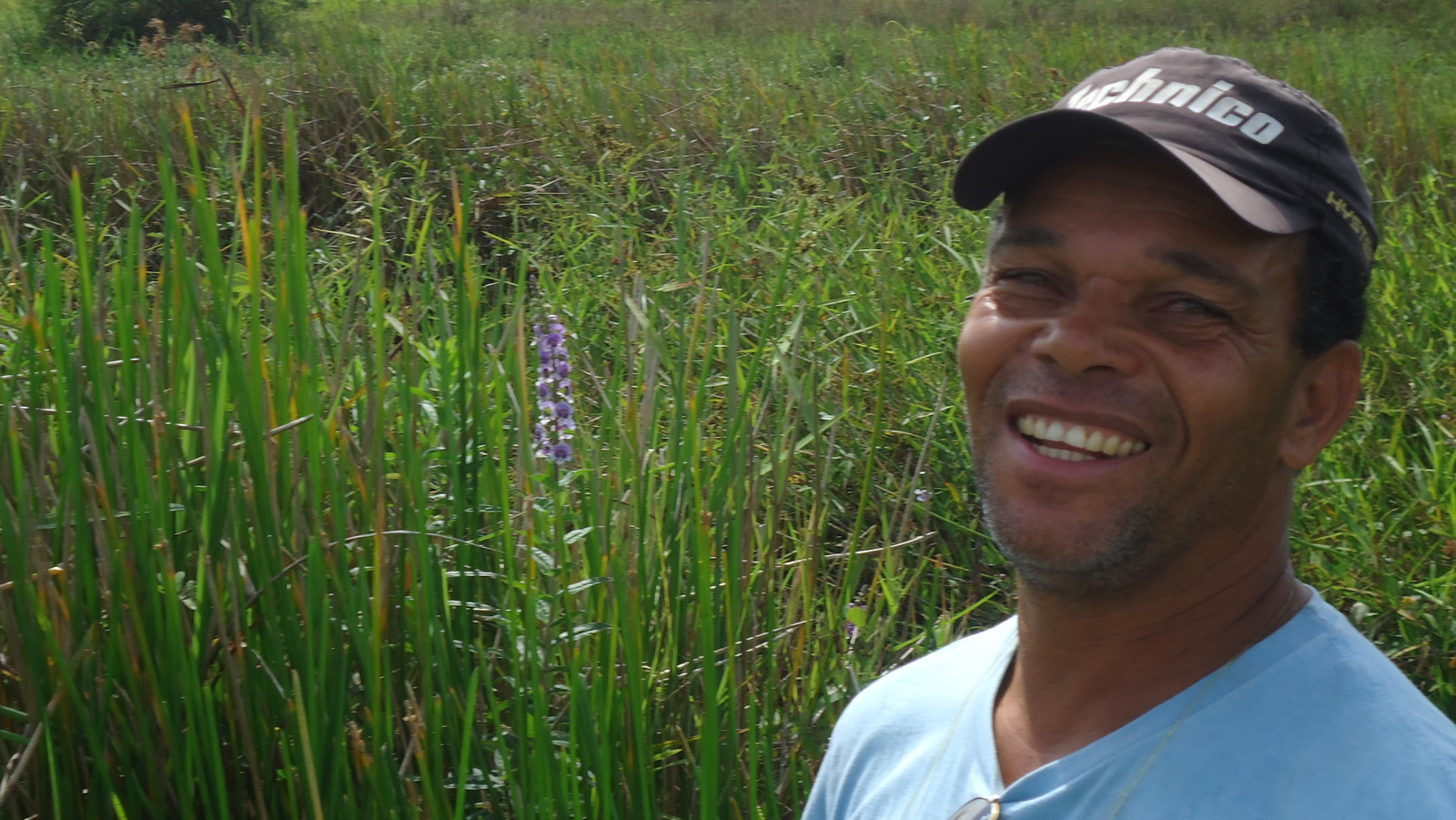
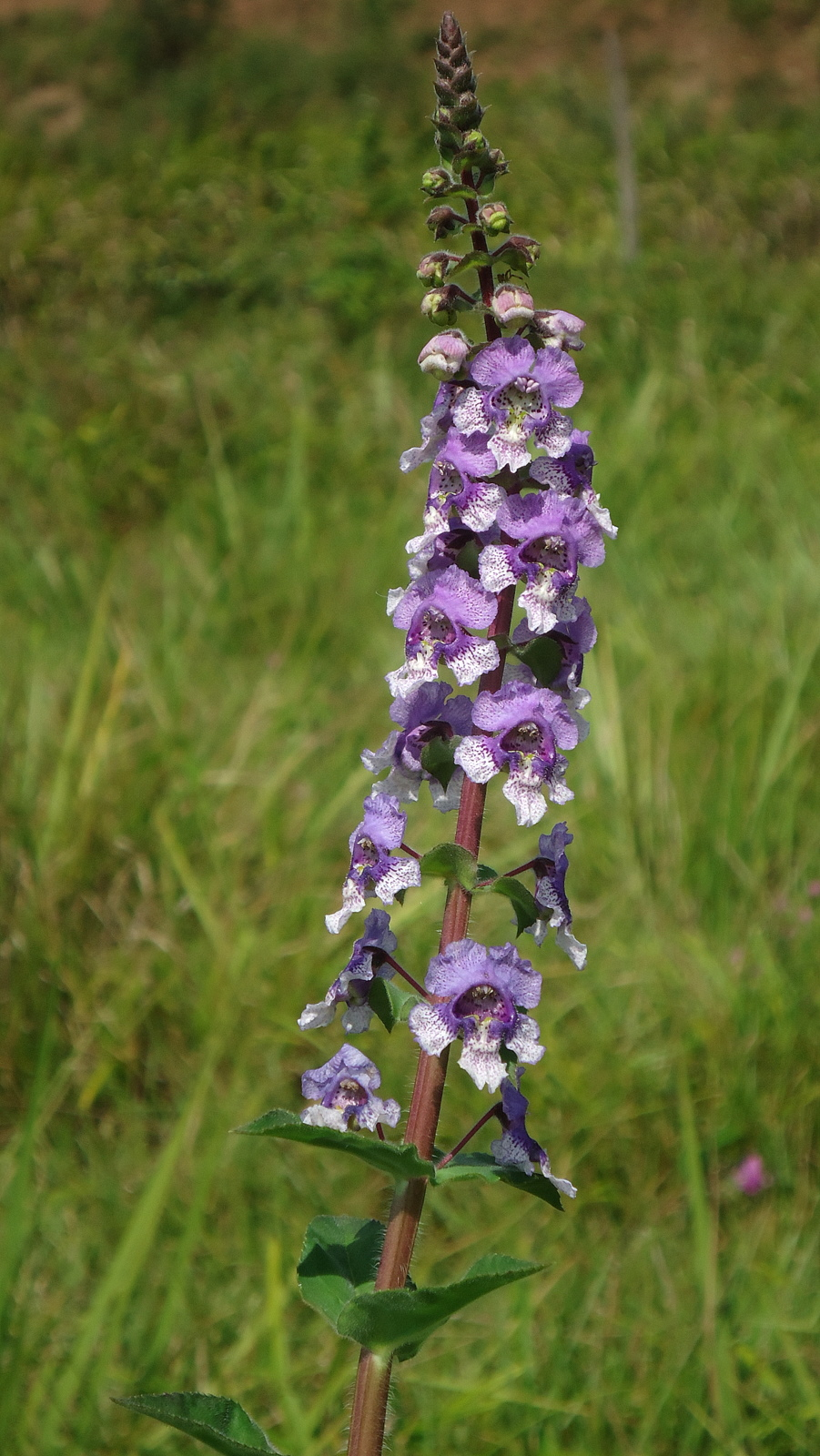
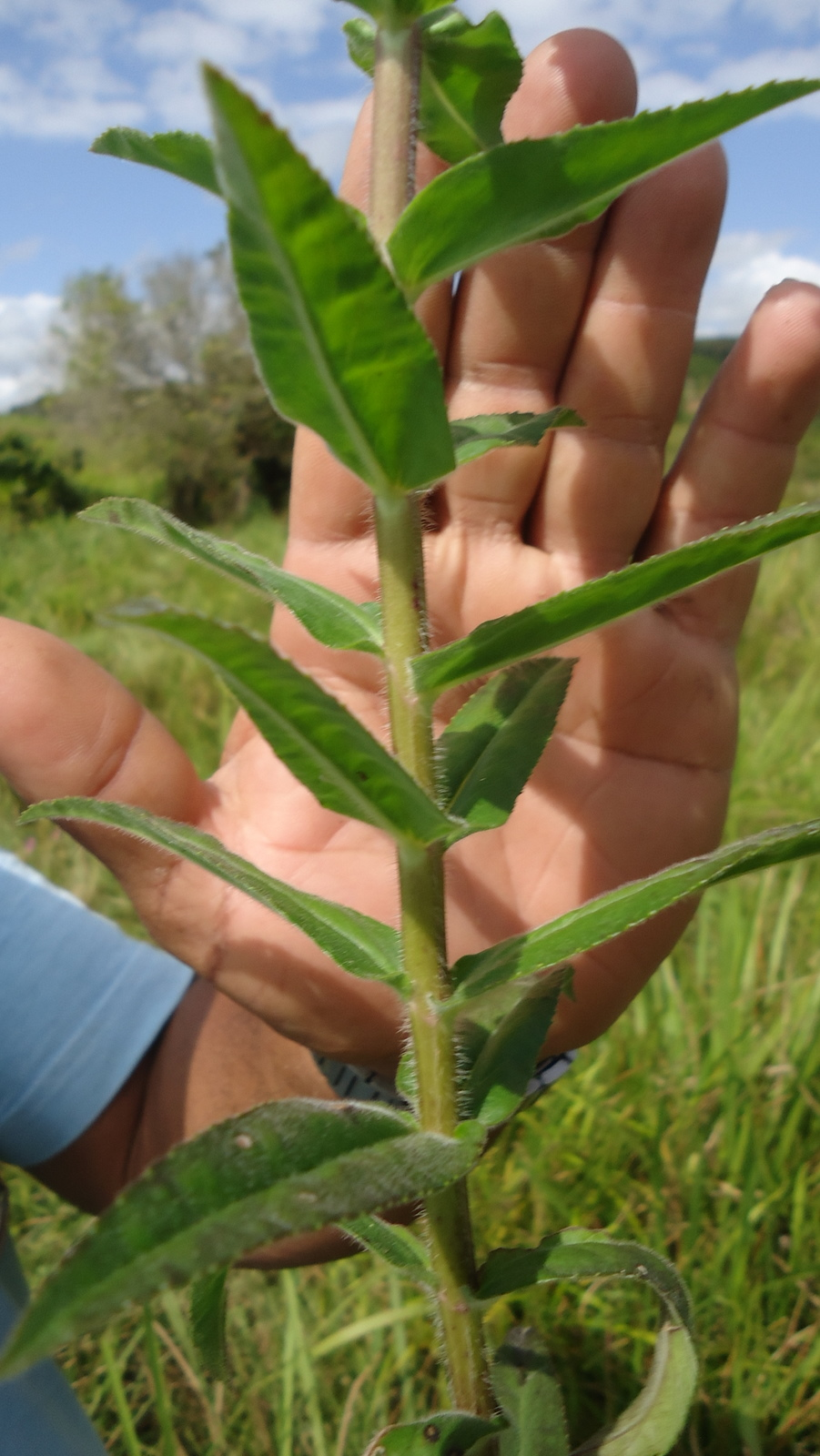